# Søvngængeri
Søvngængeri (somnambulisme) er en søvnforstyrrelse, hvor man i sovende tilstand udfører ting, som man normalt skulle være vågen for at udføre. Den almindeligste form for søvngængeri er, at man vandrer omkring uden fuld bevidsthed.
Søvngængeri er ikke i sig selv farligt, men risikoen for at komme til skade vil være større. I marts 1994 gik en 80 år gammel kvinde i søvne i sit hjem på Oppsal i Oslo, og vågnede forslået på den sneklædte jord udenfor boligblokken. Psykiater Jarl W. Jørstad udtalte, at han aldrig før havde hørt om nogen, der var klatret ud af et vindue i søvne. Damen faldt ned fra fjerde etage [dvs. tredje sal], men kom fra det.

## Psykiatrisk diagnose
Lægevidenskaben klassificerer søvngængeri som en psykiatrisk diagnose. Ifølge American Psychiatric Associations Diagnostic and Statistical Manual of Mental Disorders, Fifth Edition (DSM-5) skal man opfylde følgende kriterier for at stille diagnosen:
1. Man vandrer rundt i søvne
2. Er ukontaktbar
3. Når man vågner, har man glemt alt om vandringen
4. Ingen funktionsnedsættelse efter opvågning
5. Medfører ubehag i hverdagen
6. Må ikke skyldes alkohol eller stoffer

Lægevidenskaben kender endnu ikke den endelige årsag til somnambulisme. En teori er, at forstyrrelsen skyldes en manglende koordination mellem bevidsthedssystemet og bevægelsesapparatet, eventualt at forstyrrelsen skyldes en kromosomfejl.